# اتحاد كشافة جمهورية الكونغو الديمقراطية
اتحاد كشافة جمهورية الكونغو الديمقراطية هو اتحاد وطني كشفي في جمهورية الكونغو الديمقراطية، تأسس في عام 1924، وأصبح عضوا في المنظمة العالمية للحركة الكشفية أولا في عام 1963، ومرة أخرى في عام 1981. ويعد الاتحاد مختلط ويبلغ عدد أعضاؤه 71486 عضو اعتبارا من عام 2010.

## روابط خارجية
- تاريخ اتحاد كشافة جمهورية الكونغو الديمقراطية (بالفرنسية)
- معلومات عن اتحاد كشافة جمهورية الكونغو الديمقراطية (بالفرنسية)
- اتحاد كشافة جمهورية الكونغو الديمقراطية بي دي إف  (بالفرنسية)